# Mallada neglectus
Mallada neglectus is een insect uit de familie van de gaasvliegen (Chrysopidae), die tot de orde netvleugeligen (Neuroptera) behoort. 
Mallada neglectus is voor het eerst wetenschappelijk beschreven door Banks in 1931.